# María de las Nieves Álvarez
María Nieves Álvarez (Lerma, 1760-Madrid, 2 de abril de 1828) fue una empresaria española, y la primera mujer en dirigir la Real Fábrica de Tapices.

## Biografía
Nació en Lerma del matrimonio formado por Agustina Páramo y Julián Álvarez. En 1784, entró a trabajar en la Real Fábrica de Tapices, donde probablemente conoció a Livinio Stuyck, con el que se casó el 12 de mayo de 1786. Con anterioridad había estado prometida con Santiago Mertens, trabajador también de la fábrica y natural de Amberes. Ese tuvo que renunciar a la promesa de matrimonio, que en la época era impedimento canónico, para que se pudiera celebrar la boda con Stuyck. Ella tenía 26 años y él 30, edades elevadas para la época. El novio le entregó 100.600 reales, alhajas y 33 acciones del Banco de San Carlos, en arras para que dispusiera de medios propios en caso de una hipotética viudedad.
Livinio Stuyck era heredero de la fortuna de los Vandergoten, directores de la Real Fábrica de Tapices de Santa Bárbara (1721). En 1786, al morir Cornelio Vandergoten, una Real Orden convirtió a Stuyck en director de dicha Real Fábrica, con un salario de 5.000 reales mensuales y una pensión de 120 reales diarios por dicho cargo, más una casa habilitada como residencia, cuyo privilegio ha ido pasando a través de las generaciones hasta nuestros días. Bajo su dirección la Real Fábrica se convirtió en próspero negocio y las ganancias fueron invertidas en acrecentar el patrimonio familiar.
Tuvieron ocho hijos, pero solo seis llegaron a adultos: María Ana, Antonia, Gabino, Juan, Livinio y José. El padre utilizó su buena posición en la corte para colocar a sus hijos en el Real Oficio de Tapicería y en 1800 solicitó para su esposa la misma pensión de 30 reales diarios que había recibido la viuda de su antepasado Cornelio Vandergoten, que le fue concedida el mismo año y ratificada en 1814. Igualmente, obtuvo otros beneficios económicos. Gabino, el hijo mayor, se casó con Mariana Martínez, una joven de inferior clase social, con la desaprobación familiar, lo que provocó su alejamiento de la familia.
El matrimonio gozó de una posición privilegiada en la capital relacionándose con los de su clase. Ella compaginaba la vida familiar con la vida pública que la posición del marido le imponían en sus relaciones sociales. No faltaba en paseos, diversiones, toros... y gozaba de un gran estatus social y podía permitirse todas las clases de lujos, incluidos carruajes, vestidos, joyas...
El matrimonio mantenía estrechas relaciones con el Hospital de San Andrés de los Flamencos, de cuya Real Diputación formaba parte Livinio.
La invasión napoleónica cambió el rumbo de su fortuna. Las tropas se aposentaron en la Real Fábrica causando grandes destrozos en la industria y en el hogar familiar. Stuyck fue a quejarse a José Bonaparte, quien asignó 12.000 reales de vellón mensuales para el funcionamiento de la fábrica, pero no solo sufrieron desgracias económicos, ya que su hijo Juan, coronel de Dragones, murió dejando viuda, Francisca Llovet, y un hijo pequeño. Stuyck fue apresado, acusado de colaborar con los guerrilleros el Empecinado y el Cura Merino, ambos vinculados a la comarca de donde era originaria Álvarez.
Con la vuelta de Fernando VII, Stuyck intentó poner en marcha otra vez la fábrica, recibiendo un primer encargo del rey en 1816, pero no pudo cumplirlo ya que murió el 30 de junio de 1817. Es entonces cuando la viuda pidió al rey que la nombrara directora de la Real Fábrica de Tapices, ya que necesitaba el puesto para mantener el estatus familiar y sentirse capacitada para ello. Fernando VII accedió y María Nieves Álvarez se convirtió en la primera y única directora de la fábrica. No obstante, para no ser acusada de intrusismo, así como dadas las limitaciones legales existentes para que las mujeres pudieran ejercitar ciertas acciones económicas debió dar poderes a sus hijos para que actuaran en su lugar.
Acreditada su valía apara dirigir la fábrica, consiguió que se le concediera el mismo salario que a su marido: 120 reales diarios que se añadían a la pensión vitalicia de 30 reales diarios que venía percibiendo desde 1800. Además solicitó y le fue concedida una pensión de viudedad cifrada en la tercera parte del sueldo de su marido como ayuda del oficio de tapicería.
Con la Revolución de 1820 llegó otra época de crisis para la Real Fábrica financiada por la corona. En noviembre de 1822 suspendió el salario de 120 reales diarios de la directora. Ella presentó una queja formal argumentando que ese era el dinero que destinaba a incentivar a los trabajadores, pero su petición no fue atendida. Siguieron unos años de precariedad, la corona atravesaba momentos de penuria y los particulares no hacían encargos. El 17 de febrero de 1823 Álvarez se quejó ante la corona de llevar gastados más de 56.000 reales en jornales y materiales sin haber recibido ningún dinero. Un año después, la deuda superaba los 80.000 reales. A pesar de lo cual, consiguió mantener abierta la fábrica.
En febrero de 1825, cuando el riesgo de quiebra era más que evidente, Álvarez presentó un nuevo modelo de negocio para salvar el proyecto. Se redujo el salario de 120 a 60 reales diarios, a cambio de una paga de 3.000 reales mensuales para el mantenimiento y enseñanza de operarios. Igualmente se comprometió a admitir al mayor número posible de jóvenes y enseñarles el oficio de tapiceros.
Se comprometió igualmente a presentar cuentas semestrales y a que estas se saldaran en el plazo siguiente fueran a favor o en contra de la corona. En el plan presentado por Álvarez se fijó una asignación de 1.500 reales mensuales para las labores de retupido de tapices y alfombras, así como unas tarifas de 820 reales para cada vara castellana de tapiz y 180 la misma medida de la alfombra de nudo. Ella personalmente se responsabilizó de la calidad del trabajo. Como contrapartida, el rey debería abonar el coste de los modelos para los tapices. Se mantenían los beneficios fiscales de que venía disfrutando la familia, así como el derecho a disfrutar de la casa familiar aneja a las instalaciones, cuyo mantenimiento era a cargo de palacio. El rey concedió asimismo permiso para atender encargos particulares. 
Álvarez consiguió garantizar las mismas condiciones para su hijo, salvo la pensión vitalicia de que disfrutaba. Murió el 2 de abril de 1828, y el 20 del mismo mes, su hijo reclamaba oficialmente el puesto que había sido de la madre, continuando así la saga de los Stuyck al frente de la institución que se ha prolongado hasta el siglo XXI.
En 1996, el Estado convirtió la empresa en una fundación, manteniendo al frente al último de la saga, Livinio Stuyck Pérez del Camino. En el año 2002 fue, finalmente, cesado, siendo sustituido en el cargo por María Dolores Asensi, que se mantuvo hasta 2015. La Real Fábrica de Tapices fue declarada Bien de Interés Cultural en 2006. En el 2017, la fundación finalmente desalojó a los Stuyck de la vivienda.